# Ekaterina Stratieva
Ekaterina Stratieva, née le 5 octobre 1982, est une femme pilote de rallye bulgare.

## Biographie
Elle est diplômée en art et design.
De 2006 à 2009, son copilote a été son compatriote Rumen Manolov.
En 2013, elle dispute le nouveau FIA ERC Ladie's Championship Trophy, du Championnat d'Europe des rallyes rénové (sur Citroën C2 R2 Max). Elle termine seconde de ce premier trophée européen féminin, à 2 points de l'australienne Molly Taylor (12 pts pour l'une, 10 pts pour l'autre), puis elle lui succède la saison suivante avec la même voiture.

## Palmarès
- FIA ERC Ladie's Trophy: 2014 (à sa deuxième édition, seconde antérieurement), et 2015;
- Championne d'Europe des rallyes: 2012 (copilote la roumaine Carmen Poenaru, sur Citroën C2 R2 Max);
- Championne de Bulgarie des rallyes en 2012;
  - 3e du championnat d'Europe deux roues motrices en 2012 (et 6e du classement général du championnat);

## Victoires enLadie's Championship Trophy
- 2013: Rallye des îles Canaries - El Corte Inglés et  Rallye d'Ypres: 2013 (copilote l'italienne Veronica Boni, sur Citroën C2 R2 Max);
- 2014: Rallye Jänner, Rallye de l'Acropole, Rallye des Açores et Rallye de Tchéquie (copilote la roumaine Carmen Poenaru, sur Citroën C2 R2 Max; battue à Ypres par la belge Melisa Debackere, 9e).
- 2015: Circuit d'Irlande et Rallye de Tchéquie (copilote la hongroise Julianna Nyírfás, sur Citroën C2 R2 Max).
- 2016: Rallye de Tchéquie (copilote Angel Bashkehayov, sur Citroën C2 R2 Max).